# Enrique Krauze
Enrique Krauze (Cidade do México, 16 de setembro de 1947) é um historiador, político, escritor, roteirista, empresário e engenheiro mexicano. Atualmente, é membro da Academia Mexicana de História e diretor da revista cultural Letras Libres.

## Obras
- Caudillos culturales en la Revolución Mexicana (1976), Siglo XXI Editores.[4]
- Historia de la Revolución Mexicana: la reconstrucción económica. 1924-1928, (1977), El Colegio de México.
- Daniel Cosío Villegas: una biografía intelectual (1980), Joaquín Mortiz.
- Caras de la historia (1983) Joaquín Mortiz.
- Por una democracia sin adjetivos (1986) Joaquín Mortiz-Planeta.
- Biografía del poder
- Personas e ideas (1989) Vuelta.
- América Latina: el otro milagro (1991), Fundes.[5]
- Textos heréticos (1992), Grijalbo.
- Siglo de caudillos: Biografía Política de México (1810-1910) (1994), Tusquets.
- Tiempo contado (1996), Océano.
- Mexico: Biography of Power: A History of Modern Mexico, 1810-1996, (1997), Harper Collins Publishers.
- La presidencia imperial (1997), Tusquets.
- La Historia cuenta (1998), Tusquets.
- Mexicanos eminentes (1999), Tusquets.
- Tarea política (2000), Tusquets.
- Travesía liberal (2003), Tusquets.
- La presencia del pasado, (2005), Tusquets.
- Para salir de Babel (2006), Tusquets.
- Retratos personales (2007), Tusquets.
- El poder y el delirio (2008), Tusquets.
- De héroes y mitos (2010), Tusquets.
- Redeemers: Ideas and power in Latin America (2011), HarperCollins.
- Redentores: Ideas y poder en América Latina (2011), Random House.